# Tyler Christopher
Tyler Christopher, född den 3 oktober 1983, är en kanadensisk friidrottare som tävlar i kortdistanslöpning.
Christopher deltog som junior vid VM för juniorer 2002 på 200 meter där han blev utslagen i semifinalen. Som senior var hans första mästerskap VM i Helsingfors 2005 där han blev bronsmedaljör på tiden 44,44. 
Han deltog även vid VM 2007 i Osaka där han slutade sexa på tiden 44,71. Året avslutade han med att bli tvåa vid IAAF World Athletics Final i Stuttgart. 
2008 blev han världsmästare inomhus i Valencia på tiden 45,67. Däremot misslyckades han vid Olympiska sommarspelen 2008 att ta sig vidare från försöken.

## Personliga rekord
- 200 meter - 20,49
- 400 meter - 44,44